# Bukowno
Bukowno là một thị trấn thuộc huyện Olkuski, tỉnh Małopolskie ở nam Ba Lan. Thị trấn có diện tích 65 km². Đến ngày 1 tháng 1 năm 2011, dân số của thị trấn là 10565 người và mật độ 164 người/km².